# Katacamilla braacki
Katacamilla braacki är en tvåvingeart som beskrevs av Barraclough 1998. Katacamilla braacki ingår i släktet Katacamilla och familjen gnagarflugor. Inga underarter finns listade i Catalogue of Life.